# Црника
Црника или чесмина (лат. Quercus ilex), врста је зимзеленог дрвета из рода храстова. 

## Распрострањеност
Аутохтона је врста Средоземља и најважнија врста средоземног зимзеленог шумског растиња. У различитим је стањима деградације од макије до љутих кршких приобалних камењара, попут голог дела острва Пага.

## Изглед
Достоже висину од 10 до 20 метара, у зависности од станишта. Кора млађег дебла је сива и глатка. Изданци су длакави. Листови су јајолики или дугуљасти, 3-7 cm дуги, зашиљеног врха, равних ивица на одраслим примерцима или оштро тестерасти на изданцима. Одозго су тамнозелени и сјајни, а одоздо бело-длакави и кожасти. Петељка је кратка. Цветови једнополни, мушки у висећим ресама, женски појединачни Плод је жир, а сазрева у првој години. По више њих налазе се на заједничкој дршци, а стипуле су длакаве и чврсто прилегле уз купулу. Дрво је тешко и тврдо.

## Еколошки захтеви
У млађем добу подноси пуно сенке, док старијим стаблима треба пуно светла. Добро подноси сушу. У подручју на коме црника углавном расте, у летњим месецима, понекад једва падне по која кап кише. Прилагодила се на сушу кожастим листовима, увученим порама, великом кореновом мрежом и др. Врло је осетљива на ниске температуре ваздухаа и тла. Поник не подносе температуре испод нуле, а камбијум стабљике може поднети и до –25°C. Отпорна је на високе температуре. Нема велике захтеве према тлу. Изданачка способност из пања је велика. Стабла црнике генеративног порекла могу да доживе до 1000 година.

## Слике
- Лист и плод
- Лишће и ресе у пролеће
- Лист и плод
- Стабло црнике
- Стабло црнике
- Жир црнике
- Кора
- Кора
- Кора
- Кора